# Малинка (річка)
Малинка (пол. Malinka) — річка в Польщі, у Цешинському повіті Сілезького воєводства. Права притока Вісли, (басейн Балтійського моря).

## Опис
Довжина річки приблизно 8,10 км, найкоротша відстань між витоком і гирлом — 7,14 км, коефіцієнт звивистості річки — 1,14. Площа басейну водозбору 23,4 км². Формується багатьма безіменними струмками.

## Розташування
Бере початок на північно-західний схилах гори Зеленого Копця. Тече переважно на південний захід і впадає у річку Віслу.

## Цікавий факт
- Річка розташована у межах міста Вісла.
- На лівому березі річки розташований трамплін для стрибків на лижах ім. Адама Малиша.

## Галерея

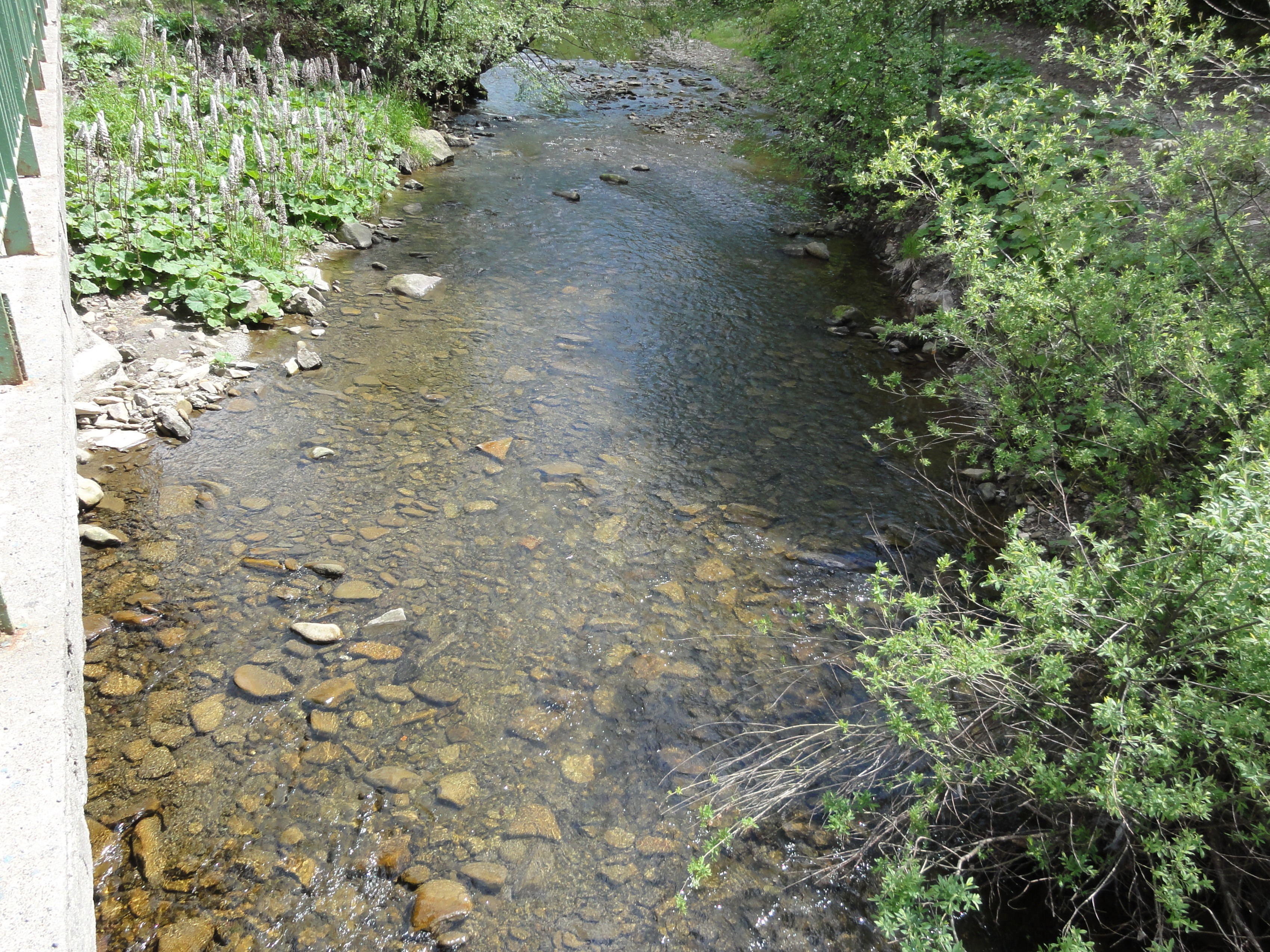
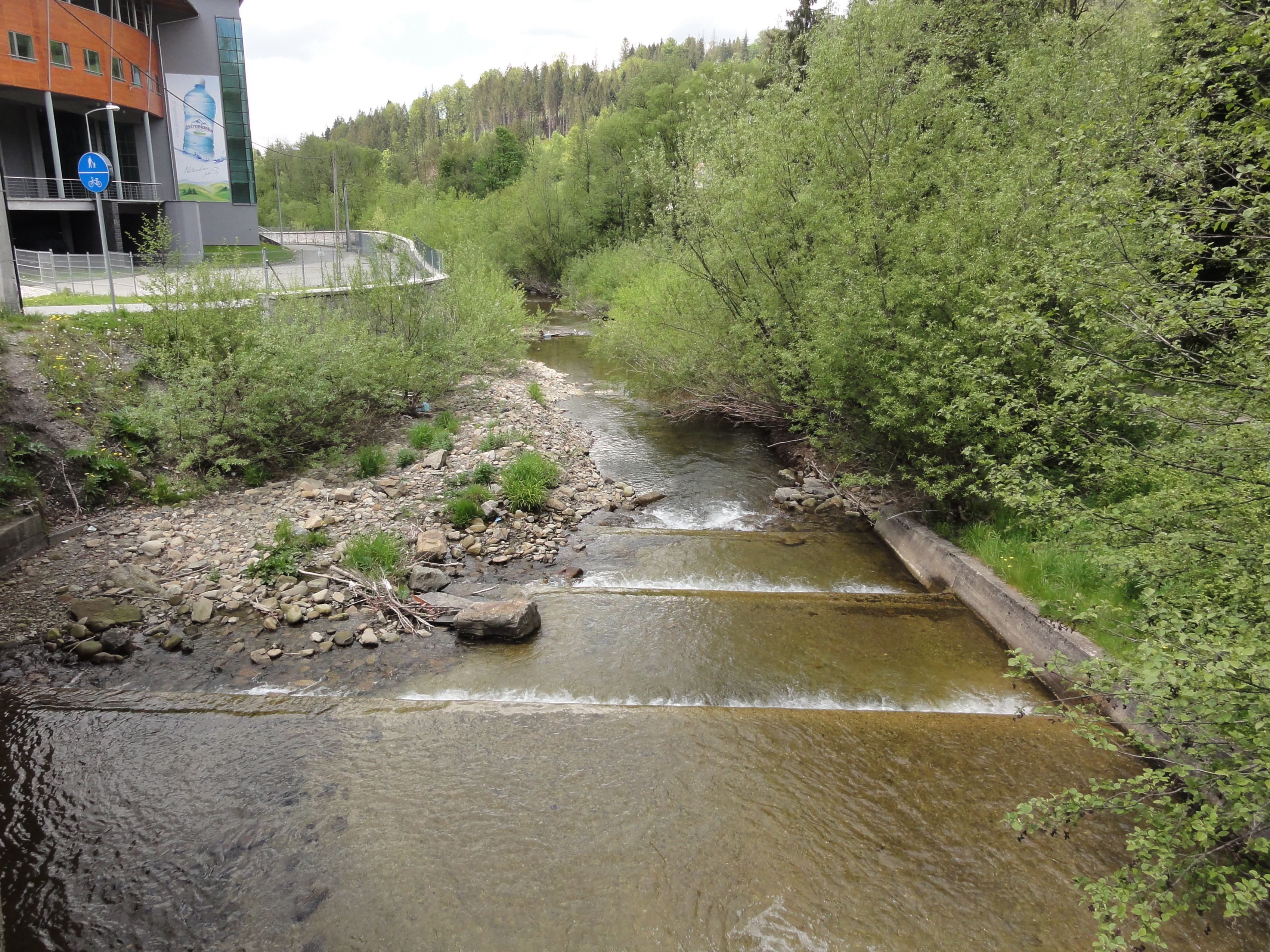
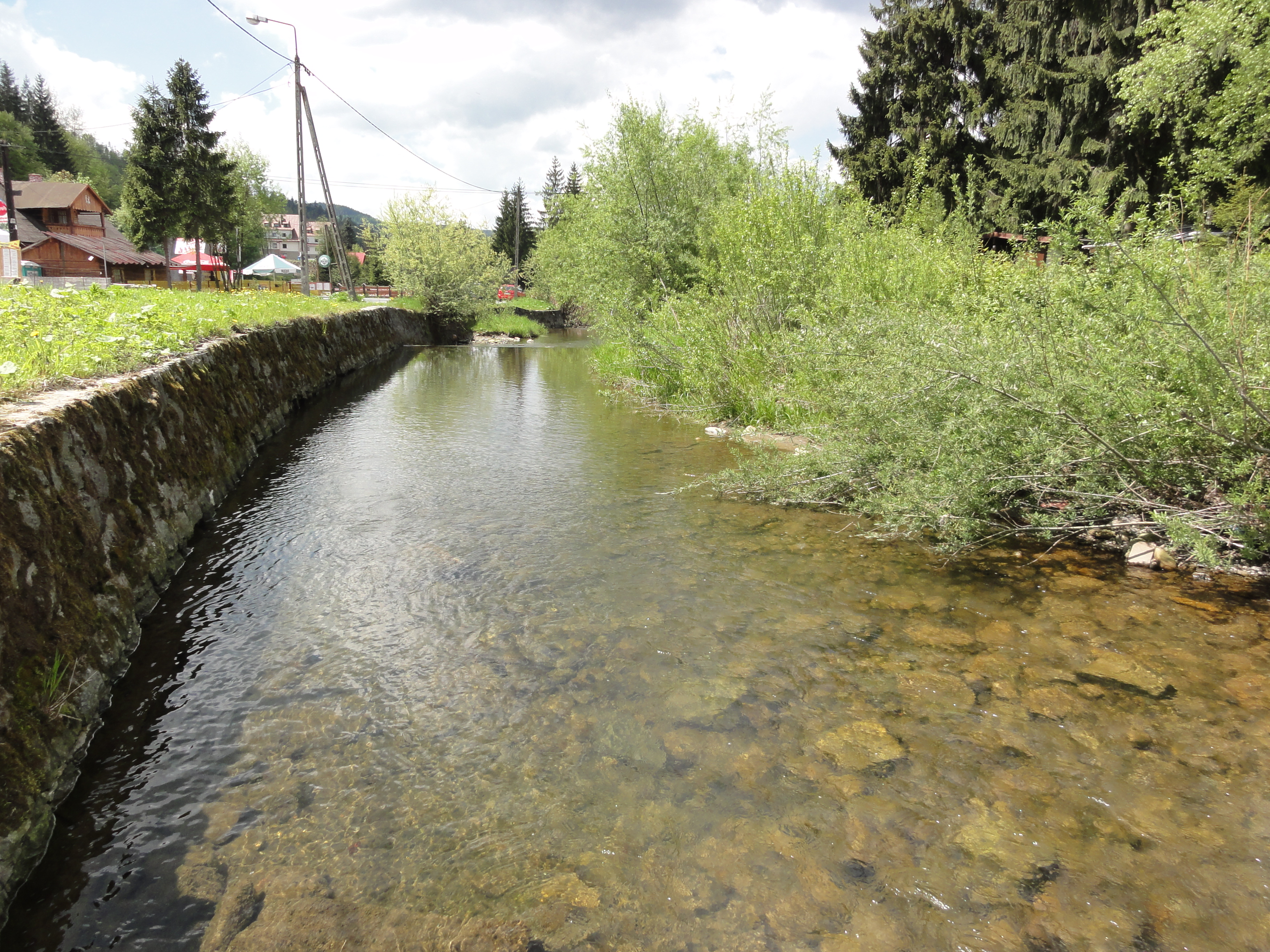